# Sistema preventivo salesiano

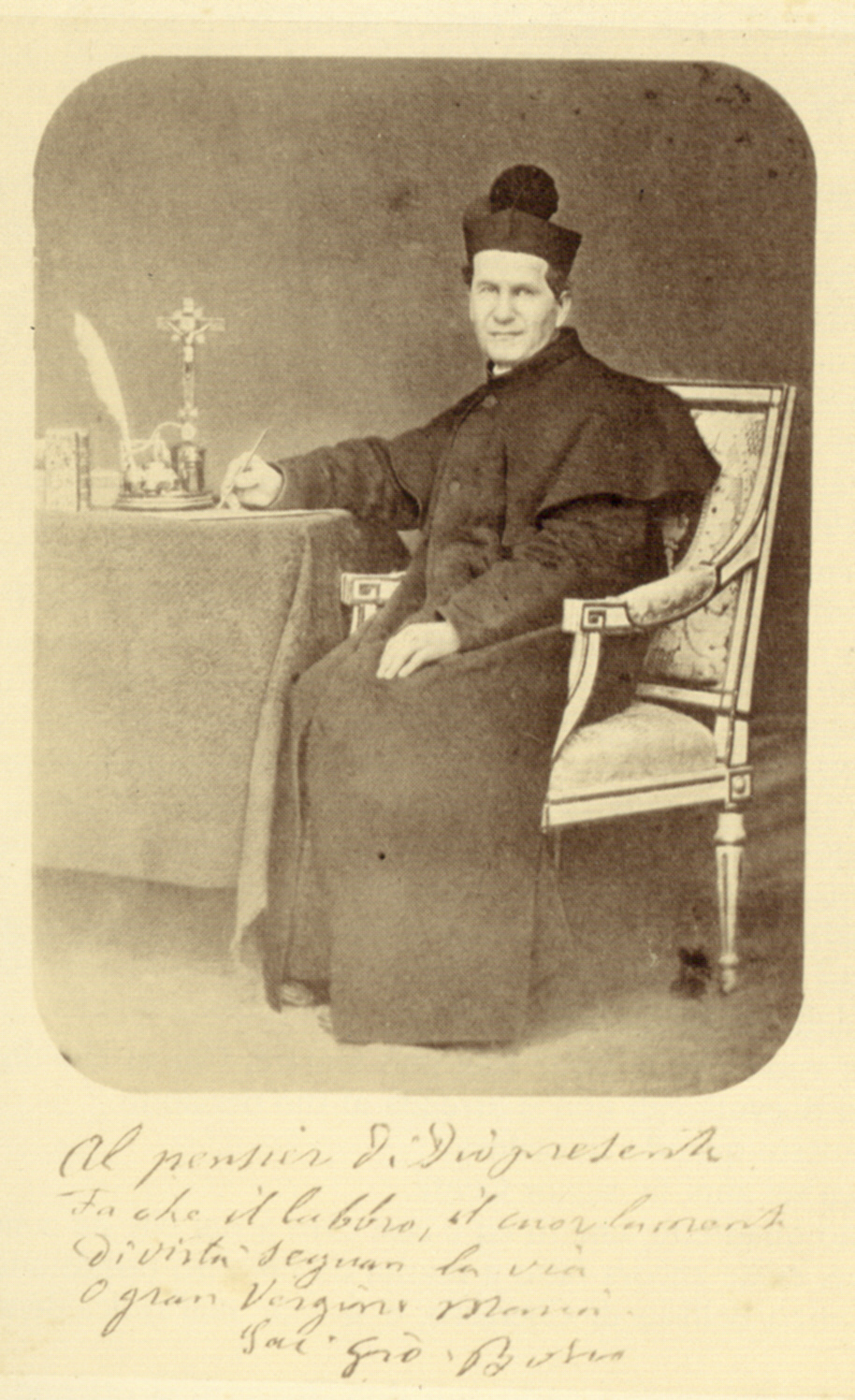
Don Bosco, entre 1865 y 1868.

El Sistema preventivo salesiano  o Sistema preventivo de Don Bosco es el método educativo desarrollado por la Congregación Salesiana, el cual nació de la experiencia educativa de Don Bosco. Fue una respuesta a la educación tradicional predominante que primaba en Europa en el siglo XIX. La propuesta se convirtió en una experiencia visionaria para el desarrollo de la educación contemporánea, pues su misión, consistía en presentar a todos los jóvenes del mundo, lo que Don Bosco consideraba como la fealdad del pecado y la belleza de la virtud.
Si bien Don Bosco es su principal representante con la difusión de sus escuelas en todo el mundo, otros personajes participaron en su desarrollo, como Felipe Neri y Francisco de Sales.
Don Bosco escribió un único tratado acerca de su método de formación en 1877: El sistema preventivo en la educación de los jóvenes, que fue incluido en las primeras Constituciones de la Sociedad de San Francisco de Sales.
Otros sistemas de educación se han inspirado en el sistema preventivo salesiano y este es materia de permanente estudio y adaptación. En síntesis, el sistema preventivo pretende "prevenir" a los  jóvenes de las de consecuencias de las malas acciones y orientarlos a dirigir su vida hacia un futuro mejor.

## Historia
La historia del sistema preventivo salesiano comienza en la historia de vida y apostolado de Juan Bosco (1815-1888) en  Turín de la segunda mitad del siglo XIX. Si bien Don Bosco no escribió grandes tratados al respecto, dejó los elementos primordiales que permitirían un desarrollo posterior de lo que él había vivido como una novedosa propuesta educativa que respondía a las necesidades de los jóvenes de su tiempo y de su patria.
Según Carlo Nanni, el sistema preventivo no nació en un escritorio ni es fruto de una exclusiva literatura pedagógica, sino que debe ser leído en la persona misma de Don Bosco. De esta manera, quien desee entender las bases fundantes del SPS debe antes que nada conocer la biografía de Juan Bosco.
Nanni define a Juan Bosco como "hombre de acción" más que como un teórico y, sin embargo, ello no quiere decir que Don Bosco no hubiese dejado algún tipo de tratado al respecto. Las obras de Don Bosco que ayudan a conocer los principios del SPS son:
1. Las Memorias del Oratorio de San Francisco de Sales, una obra que fue escrita entre 1873 y 1879 y en la cual Don Bosco describe las actividades pastorales y educativas en dicho centro.
2. El Sistema Preventivo en la Educación de la Juventud, escrita en 1877.
3. Cartas de Roma, se trata de dos escritos que Don Bosco elaboró en su visita a Roma el 10 de mayo de 1884, una carta a los jóvenes y una a los salesianos. En particular, estas cartas son de un valioso contenido pedagógico.

Los historiadores coinciden en el hecho de que Don Bosco no dejó un corpus metódico que pudiera ser definido como el estudio metódico del SPS. Este habría sido tarea de los salesianos.

## El sistema preventivo
El concepto de sistema preventivo fue definido por Don Bosco en la introducción que él mismo elaboró para las Casas Salesianas en 1877.
Don Bosco destaca la distancia que existía entre el joven sujeto de la educación y su superior entendido como el educador o profesor en términos modernos. El castigo físico era la única manera de garantizar el orden en este tipo de sistema y del mismo Don Bosco señalaría que este no tiene la garantía de una formación real en valores a largo plazo:

El sistema represivo puede impedir un desorden, mas con dificultad hacer mejores a los que delinquen. Se ha observado que los muchachos no olvidan los castigos que se les han dado; y que, por lo general, conservan amargor junto con el deseo de sacudir el yugo de la autoridad y aun de tomar venganza (...).

Aunque Don Bosco estaba confrontando un sistema tenido como esencial para la educación de la Europa que él conoció a lo largo del siglo XIX y que enfatizaba la frase "la letra con sangre entra", el sistema represivo sigue siendo en la actualidad una propuesta vista como esencial en muchas regiones del mundo, especialmente en países en vías de desarrollo, pero también en algunas sociedades industrializadas.
Según un informe de la BBC, para el 2006 se contaban 109 naciones del mundo que habían abolido el castigo físico dentro de la formación escolar, pero todavía existen sociedades en donde no se concibe una educación sin ellos.

## El Sistema Preventivo según Don Bosco
En contraposición a dicho sistema represivo que Don Bosco conocía bien y que había sufrido ya como joven de su tiempo, nace la experiencia del sistema preventivo. Ante todo es necesario aclarar que Don Bosco desarrolló este pensamiento con muchachos difíciles, al optar por los jóvenes marginales de una ciudad como la Turín de la mitad del siglo XIX, que vivía su propia revolución industrial; atraía a niños y jóvenes campesinos empobrecidos y creaba situaciones extremas como pandillas juveniles, niños de la calle, delincuencia juvenil, explotación infantil y otros dramas. Por lo tanto, el sistema preventivo fue sometido en sus inicios a las realidades de punta y no concebido bajo condiciones favorables. Justamente es hacia este tipo de jóvenes al que el sistema represivo estaba más orientado y, de hecho, la visita de Don Bosco a las cárceles de Turín atestadas en la época de menores de edad le convencerían de ello.
Algunos elementos descritos por Don Bosco de su sistema preventivo son los siguientes:
1. El adulto-educador-formador debe ser una persona de vocación por el oficio educativo y no practicar esto como un mero oficio.
2. El joven nunca debe estar solo, sino sentirse siempre acompañado. La asistencia salesiana no es vigilancia o guardia de chicos, sino una presencia formativa y constructiva.
3. Las actividades lúdicas, recreativas, deportivas y artísticas son esenciales en la formación del joven. En este sentido Don Bosco cita a Felipe Neri: "Haced lo que queráis, a mí me basta que no cometáis pecado",[7] que traducido en términos modernos implica la educación en la libertad responsable del joven y en el apoyo a sus talentos.
4. La práctica de piedad y la fidelidad a la propia religión y fe. Es de resaltar que Don Bosco, siendo sacerdote católico de un tiempo sumamente conservador en la historia de la Iglesia, no expresa ningún tipo de coerción o propaganda religiosa: "No se ha de obligar jamás a los alumnos a frecuentar los santos sacramentos, pero sí se les debe animar y darles comodidad para que [los alumnos] los aprovechen".[7] Este factor sería clave en la expansión del Colegio Salesiano en los cinco continentes y la bienvenida en países de otras confesiones con un pensamiento que se adelantó cien años al Concilio Vaticano II.
5. El ambiente educativo debe ser cuidadosamente examinado de manera tal que se evite el ingreso de elementos nocivos para la formación moral y humana del joven. Don Bosco insistía en la elección de "buenas compañías", así como la selección de buenas lecturas y otras cosas.
6. Don Bosco también expone como parte del SPS las "Buenas Noches", un elemento nacido en el contexto de los internados salesianos, pero que después se traduciría también en los "Buenos Días", momento en el cual el director, rector o superior se dirige a los jóvenes con "palabras afectuosas en público (...) para avisarlos o aconsejarlos sobre lo que han de hacer o evitar".[8] Las Buenas Noches o su correlativa Buenos Días significaba una reflexión de lo que pasaba en la cotidianidad de la escuela y de las moralejas que de ello podría nutrirse toda la comunidad educativa. Y anotaba Don Bosco: "Aquí está la clave de la moralidad y de la buena marcha y éxito de la educación".[8]

Don Bosco resalta las consecuencias del sistema preventivo dentro de la educación del joven: el alumno ganará afecto por el adulto-educador-formador porque lo considerará, más que un cuidador, un Padre y un Maestro en el sentido más profundo del término. Así resumiría: "Procure el educador hacerse amar de los alumnos si quiere hacerse temer". Todo niño, incluso el más díscolo, violento o indisciplinado, tiene siempre una esperanza, y dentro del SPS este encontrará un espacio para cambiar, no por medio de la represión y los castigos físicos, sino del diálogo y el sentimiento de formar parte de una gran familia educativa.
Ciertamente, Don Bosco habla de las realidades que en la educación de su tiempo se vivían, pero que hoy pueden ser vistas aún incluso en sociedades con un supuesto desarrollo social.
Por otra parte, Don Bosco insiste en que los alumnos deben conocer muy bien los reglamentos y comprenderlos como parte de su caminar formativo. La norma no debe ser una sorpresa para el joven.